# Talaga
Talaga è una circoscrizione rurale (rural ward) della Tanzania situata nel distretto di Kishapu, regione di Shinyanga. Conta una popolazione di 9 773 abitanti (censimento 2012).